# Campeonato Mundial de Motovelocidade
O Campeonato Mundial de Motovelocidade (oficialmente: FIM Road Racing World Championship Grand Prix), mais conhecido pelo nome de sua categoria principal MotoGP, é a categoria máxima do Motociclismo e o mais antigo Campeonato do Mundo de desportos motorizados – o primeiro ano de competição teve lugar em 1949. O evento, também conhecido como Campeonato Mundial de Velocidade, é regido pela Federação Internacional de Motociclismo (FIM) e é dividido em três categorias: MotoGP, Moto2 e Moto3. As motocicletas são construídas exclusivamente para esta competição, não para comercialização junto do público; isso é diferente de outros campeonatos que utilizam motos de série, como a Superbike.

## História

### Antecedentes
A primeira vez que entrou em jogo o título mundial de moto foi em 1905, quando Alessandro Anzani tornou-se o primeiro campeão mundial da modalidade em 19 de julho do mesmo ano. Em uma corrida realizada no Velódromo de Zurenborg em Antuérpia (Bélgica), Anzani fez valer seu motor Alcyon Buchet de 1/3 litros para vencer a final após a queda do belga Olieslagers (Minerva), e terminando à frente do francês André Pernette (Kingfisher).

### Era dos Grandes Prêmios
O primeiro mundial GP foi organizado pela Federação Internacional de Motociclismo (FIM) em 1949, e seu potencial econômico óbvio não passou despercebido desde então. Os direitos comerciais do campeonato atualmente pertencem a Dorna Sports.
Tradicionalmente são disputadas várias corridas em cada Grande Prêmio, de acordo com os diferentes tipos de motocicletas e com base na cilindrada do motor. Houve categorias de 50cc, 80cc, 125cc, 250cc, 350cc, 500cc e 750cc e para sidecars categorias de 350cc e 500cc. Durante os anos 1950 e na maioria de 1960, motores de quatro tempos dominaram em todas as categorias. Na década de 1960, os motores de dois tempos começaram a se estabelecer nas categorias menores. Na década de 1970, os de dois tempos ofuscaram completamente os motores de quatro tempos.
Em 1979, a Honda tentou voltar a utilizar os motores de quatro tempos na categoria principal (500cc) com a Honda NR500, mas este projeto falhou, e em 1983, a Honda estava ganhando com uma dos tempos de 500cc. A categoria de mais cilindrada (750cc) apareceu em 1977 e foi descontinuada em 1979, com uma durção de apenas três anos. A categoria de 50 cc foi substituída pela de 80cc, finalmente esta categoria foi descontinuada nos anos de 1990, ddepois de ter sido dominado por marcas (Bultaco, Derbi) e pilotos (Nieto, Aspar) espanhóis. A categoria de 350 cc foi descontinuada nos anos de 1980. Os sidecars foram cortados dos Grandes Prêmios nos anos 1990, quando o campeonato foi reduzido as categorias de 125cc, 250cc e 500cc.
Em 2002, a MotoGP substitui a categoria de 500cc, permitindo o uso de motocicletas de 990cc 4-tempos e 500cc 2-tempos. Em 2007, a MotoGP se restringe a motos de 800cc, e em 2012, aumenta para 1000cc. Em 2010, a Moto2 passa a ser a categoria intermediária, com motores 4-tempos de 600cc; e em 2012, a Moto3 substitui a categoria de 125cc, com motores 4-tempos de 250cc.

## Divisões

### MotoGP
É a principal categoria do campeonato, onde competem as motocicletas de maiores cilindradas. Desde meados de dos anos de 1970 até o ano de 2002, a categoria permitia uma cilindrada de 500cc independentemente do fato de o motor ter dois ou quatro tempos. Devido a isto, todos os motores eram de dois tempos graças à sua maior entrega de potência para um mesmo deslocamento. Em 2002 mudaram as regras para facilitar o salto para as de quatro tempos, provavelmente influenciados pela baixa participação de mercado de rua das motos de dois tempos. As novas regras permitiram aos construtores escolher entre motociclestas de dois tempos (500cc ou menos) e motocicletas de quatro tempos (990cc ou menos).
Apesar do aumento significativo dos custos que significava essa mudança, devido ao aumento de cilindradas poderiam dominar os rivais rapidamente que ainda utilizados motores de dois tempos. O resultado foi que a partir de 2003 não havia mais motos de dois tempos na categoria principal, conhecida desde então como "MotoGP". Mais tarde, em 2007, a Federação Internacional reduziria a 800cc a cilindrada máxima; no entanto, a partir de 2012 foi aumentada para 1000cc.

### Moto2
A Moto2 é a classe de quatro tempos de 600cc, lançada em 2010 para substituir a tradicional classe de 250cc de dois tempos. Os motores são fornecidos exclusivamente pela Honda (semelhante a IndyCar Series quando a Honda fornecia os motores IndyCar Series V8 máquinas entre 2006–2011), pneus Dunlop e eletrônica são limitada e fornecida apenas pela FIM sancionado com um custo máximo definido em 650 euros. Freios de fibra de carbono são proibidos e apenas os freios de aço são permitidos. No entanto, não existem limitações chassi. A partir de 2010, apenas cerca motocicletas 600cc de quatro tempos foram autorizados na Moto2.
A partir de 2019 são utilizados exclusivamente motores Triumph 765cc três cilindros, vindos Trumph Street Triple. Recentemente a KTM anunciou seu interesse em deixar essa categoria e se concentrar no MOTOGP.

### Moto3
A classe de 125cc foi substituído em 2012 pela classe Moto3. Esta classe é restrita a motores monocilíndricos quatro tempos de 250cc com um furo máximo de 81 mm (3,2 polegadas). O peso mínimo para todas as motos e pilotos é de 148 kg. Pilotos na classe Moto3 não podem ter mais de 28 anos, ou 25 anos para novos pilotos contratados que participam pela primeira vez e wild-cards.

### MotoE
A Copa do Mundo de MotoE foi lançada em 2019 e apresenta motocicletas totalmente elétricas. A série usa uma motocicleta Energica Ego Corsa, fabricada pela Energica Motor Company. A primeira temporada foi disputada em 6 rodadas (em 4 finais de semana diferentes do Grande Prêmio).

### 350cc
A classe de 350cc existiu de 1949 a 1982. As 350cc se referiam ao tamanho dos motores das motocicletas que participaram da categoria. Os motores tinham quatro cilindros, semelhantes aos tipos de motores usados no MotoGP hoje e posteriormente motores de 2 tempos com dois cilindros. Giacomo Agostini venceu o maior número de campeonatos com sete em sua carreira. A MV Agusta foi o construtor com o qual os pilotos venceram mais campeonatos; eles venceram dez campeonatos. Anton Mang foi o último campeão antes que a classe fosse interrompida em 1982.

### 50 cc
As 50cc foram introduzidas em 1962, 13 anos após o início do primeiro campeonato mundial. A categoria foi substituída por 80cc em 1984 e a classe foi posteriormente descontinuada em 1989. Ángel Nieto venceu o maior número de campeonatos em sua carreira, com seis. Os pilotos espanhóis venceram o maior número de campeonatos; quatro pilotos ganhou um total de 12 campeonatos. Os pilotos suíços e alemães ficaram em segundo lugar com quatro, enquanto Ernst Degner venceu o campeonato inaugural em 1962. Manuel Herreros foi o último campeão antes que a classe fosse interrompida em 1989.

### Fórmula 750
A série começou em 1971 como uma colaboração entre a Associação Americana de Motociclistas e a União do Ciclo Automático. A FIM adotou a classe Formula 750 para eventos em 1972. Em 1973, tornou-se uma série britânica. Em 1975, a série foi atualizada para o status de campeonato europeu e, em 1977, alcançou o status de campeonato mundial. A classe de Fórmula 750 foi vista como possivelmente superior a classe do Grande Prêmio de 500cc como a principal divisão de corrida. No entanto, o domínio final de um modelo (a Yamaha TZ750), bem como a classe de produção de superbikes cada vez mais popular, fizeram com que o FIM descontinuasse a classe após a temporada de 1979.

## Circuitos da MotoGP

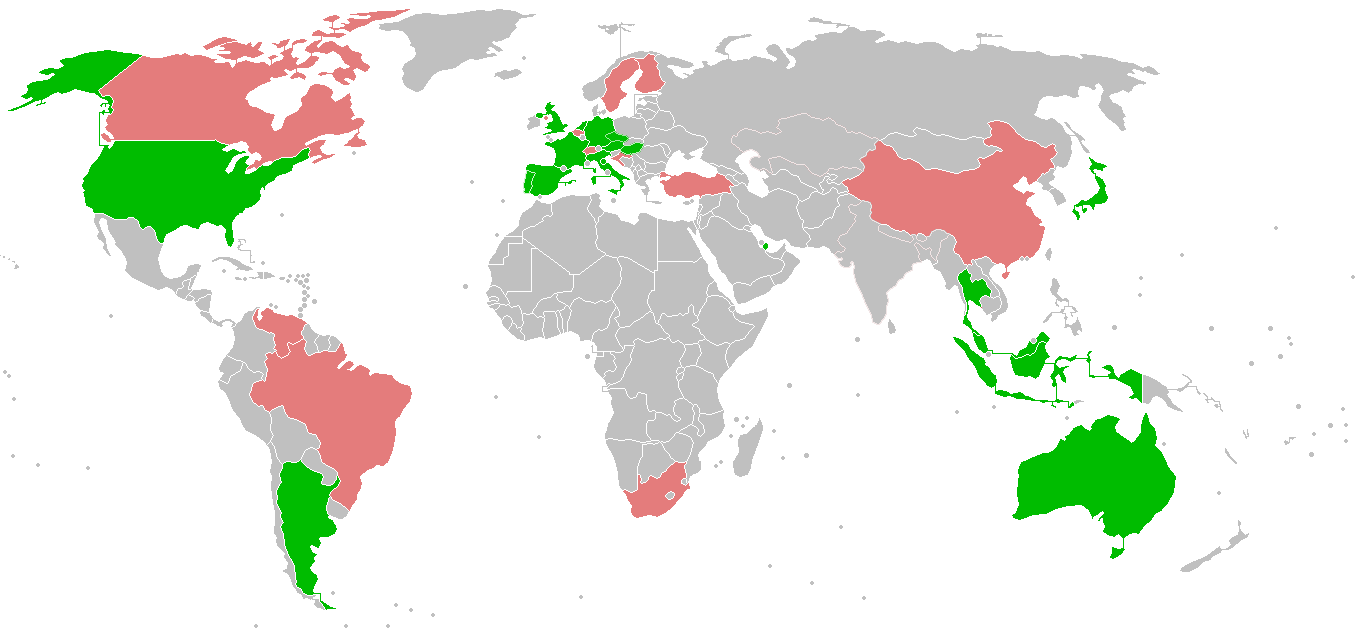
Mapa da MotoGP. Países em verde sediaram um Grande Prêmio em 2015, em vermelho sediaram um Grande Prêmio no passado.

A temporada de 2016 consistiu em corridas em 18 circuitos em 14 países diferentes.
- Catar, Doha, Circuito Internacional de Lusail
- Argentina, Autódromo Termas de Río Hondo
- Estados Unidos, Austin, Circuito das Américas
- Espanha, Jerez de la Frontera, Circuito de Jerez
- França, Le Mans
- Itália, Circuito de Mugello
- Espanha, Catalunha, Circuito de Barcelona-Catalunha
- Países Baixos, Assen, TT Circuit Assen
- Alemanha, Sachsenring
- Áustria, Red Bull Ring
- Chéquia, Brno, Circuito de Brno
- Reino Unido, Circuito de Silverstone
- San Marino, Misano World Circuit Marco Simoncelli
- Espanha, Aragão, Motorland Aragon
- Japão, Motegi, Mobility Resort Motegi
- Austrália, Circuito do Grande Prêmio de Phillip Island
- Malásia, Selangor, Circuito Internacional de Sepang
- Espanha, Valência, Circuito Ricardo Tormo

## Sistema de pontuação
| Posição | 1  | 2  | 3  | 4  | 5  | 6  | 7 | 8 | 9 | 10 | 11 | 12 | 13 | 14 | 15 |
| ------- | -- | -- | -- | -- | -- | -- | - | - | - | -- | -- | -- | -- | -- | -- |
| Pontos  | 25 | 20 | 16 | 13 | 11 | 10 | 9 | 8 | 7 | 6  | 5  | 4  | 3  | 2  | 1  |

## Transmissão pela TV para o Brasil

### TV Aberta
A primeira TV brasileira a exibir o Mundial foi a Rede Globo, que em 1987, na volta do Esporte Espetacular, colocou os “melhores Momentos” com 18 minutos de duração do GP do Japão. A partir da etapa seguinte, a Globo firmou parceria com a produtora de eventos PROMESP e transmitiu o restante da temporada.
A narração inicialmente foi feita por Galvão Bueno, posteriormente repassada para Cléber Machado e Eduardo Moreno. Os comentários ficavam por conta de Reginaldo Leme.
A Globo deu continuidade ao projeto, transmitindo a categoria de 1988 a 1995. Já entre os anos de 1996 a 1998, o campeonato foi transmitido pela Band, e em 1999 a Motovelocidade voltou para a TV Globo, onde permaneceu até 2003, quando a categoria saiu da TV aberta e desde então está sem transmissão.

### TV por Assinatura
Na TV fechada, desde a volta ao Grupo Globo em 1999 o SporTV também começou a transmitir a categoria. Inicialmente Sérgio Maurício era o responsável pela narração, e Rodrigo Moattar fazia os comentários. Posteriormente Guto Nejaim e Fausto Macieira assumiram o comando em 2010, ficando como titulares da casa na categoria até o final do contrato em 2020.
Em 2020, após negociar com a Band, a Dorna fecha com a Rio Motorsport, que repassou os direitos de transmissão para a Fox Sports Brasil, que estreia na competição em solo brasileiro. Téo José é o responsável pela narração e foi substituído no meio da temporada por Hamilton Rodrigues, Edgard Mello Filho, Tite Simões e o piloto Alexandre Barros ficam com os comentários.